# 杉並区立高井戸中学校
杉並区立高井戸中学校（すぎなみくりつ たかいどちゅうがっこう）は、東京都杉並区高井戸東一丁目にある公立中学校。

## 概要
1947年4月に開校。1982年度からは難聴学級が設置されており、区内に在住する聴覚障害者が通学する。校歌は金田一京助が作詞、高木東六が作曲を担当した。
当中学校のシンボルとして、『アンネのバラ』が1976年に植えられ、代々の在校生に花守が引き継がれながら現在もその花が咲いている。
部活動では、国公立中学校としては全国で2校しかないゴルフ部のある学校として有名であり、「ゴルフ部があるから」という理由で越境してくる生徒もいる。近隣の練習場と提携した活動が行われており、外部指導員により本格的な指導を受けることができる。

### 『アンネのバラ』との関わり
1974年に『アンネの日記』を教材として、教諭の指導により国語の授業で生徒たちがアンネ・フランクへの手紙を書き、それを文集にまとめて父のオットー・フランクへ送った。
アンネのバラを平和のシンボルとして植えたいとの生徒の想いに感動したオットーはスイスからバラを送ると約束し、1976年3月24日に日本に届いたバラは都立農業試験所で3ヶ月育てられ、アンネの誕生日である6月12日に学校に運ばれた。
バラは生徒たちによる「アンネのバラ委員会」が水やりなど日頃の世話を行い保護者と地域住民による「アンネのバラ・サポーターズ」は生徒たちの手には負えない作業で協力する。
2014年の一般公開には1277人が訪れた。中学で育ったバラは北海道から九州までの学校や施設にも送られ、各地で可憐な花を咲かせている。

## 沿革
- 1947年 - 本校が開校。
- 1957年 - 校歌（作詞：金田一京助、作曲：高木東六）が制定。
- 1982年 - 難聴学級の設置により、聴覚障害者教育を開始。

## 著名な出身者
- 石川次郎（編集者、テレビ司会者）[8]
- 小椋一宏（HENNGE創業者・社長兼CTO）[9]
- 横山健（ミュージシャン）[10]
- 鈴木福（俳優・モデル）[11]
- 松居友（児童文学者、フィリピン・ミンダナオ図書館の主宰、マノボ族の首長）[12]

## 参考資料
- 國森康弘『アンネのバラー40年間つないできた平和のバトン』講談社、東京が中学に、2015年5月15日。ISBN 978-4062870115。